# 9812 Danco
9812 Danco (1998 SJ144) là một tiểu hành tinh vành đai chính được phát hiện ngày 18 tháng 9 năm 1998 bởi E. W. Elst ở Đài thiên văn Nam Âu.